# 1916 год в науке
В 1916 году были различные научные и технологические события, некоторые из которых представлены ниже.

## События
- Основано Оптическое общество Америки (англ. Optical Society of America)[1].
- Экхардом Унгером[нем.] обнаружен один из наиболее ранних известных эталонов длины — Ниппурский кубит[нем.], создание которого обычно датируется серединой — концом 3-го тысячелетия до н. э. Хранится в Археологическом музее Стамбула[2][3].

## Достижения человечества

### Открытия
13 января — опубликована статья Карла Шварцшильда, в которой приведено первое известное решение уравнений Эйнштейна и предсказано существование чёрных дыр.
Первые насекомые обнаружены и описаны в бирманском янтаре. Сделал это открытие американский энтомолог Теодор Коккерелль, который первым предположил меловой возраст этих находок.

### Изобретения
Никола Тесла изобрёл и запатентовал спидометр.

## Награды
- Ломоносовская премия[6]:53-108
  -  М. Д. Залесский за труд «Естественная история одного угля»[7].
- Нобелевская премия
  - Физика — премия не присуждалась.
  - Химия — премия не присуждалась.
  - Физиология и медицина — премия не присуждалась.

## Родились
- 21 сентября (4 октября) — Виталий Лазаревич Гинзбург, советский и российский физик-теоретик, лауреат Нобелевской премии по физике.
- 23 сентября — Гуалтерус Карел Якоб Восмар, голландский зоолог; доктор философии.

## Скончались
- 22 апреля — Карл Кристиан Энгстрём, шведский инженер-конструктор, изобретатель (род. 1827).
- 9 августа — Антоний Вежейский (род. 1843), польский зоолог.
- 22 октября – Ион Сбиера, румынский филолог.